# Alfred Lion
Alfred Lion (Schöneberg, 21 aprile 1908 – San Diego, 2 febbraio 1987) è stato un produttore discografico tedesco naturalizzato statunitense, cofondatore della casa discografica Blue Note Records nel 1939.
Di famiglia ebrea, Alfred Lion – nato Alfred Loew – nacque nei sobborghi di Berlino e nel 1929 emigrò negli Stati Uniti. Appassionato di jazz creò l'etichetta discografica Blue Note insieme allo scrittore e musicista Max Margulis e la diresse poi insieme all'amico d'infanzia e fotografo Francis Wolff.
Lion rimase alla guida della etichetta fino al 1967 anche dopo averla venduta alla Liberty Records nel 1965.